# Parmotrema dissimile
Parmotrema dissimile är en lavart som beskrevs av Fleig. Parmotrema dissimile ingår i släktet Parmotrema och familjen Parmeliaceae.   Inga underarter finns listade i Catalogue of Life.